# GAM-67 Crossbow
El GAM-67 Crossbow fue un misil antirradar a reacción construido por la Ventura Division de Northrop (sucesora de la compañía Radioplane).

## Desarrollo
A finales de los años 40, la Radioplane Company desarrolló un conjunto de prototipos de la serie de blancos Q-1, que usaba motores pulsorreactores o pequeños turborreactores. Aunque la serie Q-1 no fue puesta en producción como blanco aéreo, evolucionó hacia el misil antirradar RP-54D/XB-67/XGAM-67 Crossbow de la USAF, que voló por primera vez en 1956. También fue considerado como plataforma para realizar tareas de reconocimiento, contramedidas electrónicas, y como señuelo.
Sólo fueron construidos 14 Crossbow antes de que el programa fuese cancelado en 1957, en favor de un sistema más sofisticado que acabó siendo cancelado a su vez. Sin embargo, señaló el camino hacia el tipo de misiones que serían realizadas por los UAV, décadas más tarde.

## Diseño
El Crossbow tenía un fuselaje en forma de puro, alas rectas, una cola recta doble, y una toma de aire bajo el vientre. Estaba propulsado por un motor turborreactor Continental J69, con 4,41 kN (450 kgf/1000 lbf) de empuje. Se podían llevar dos Crossbow en un bombardero Boeing B-50 Superfortress, mientras que un bombardero Boeing B-47 Stratojet podía llevar cuatro.

## Variantes
MX-2013
Designación del proyecto de diseño.
Model RP-54D Crossbow
Designación interna de la compañía Radioplane.
B-67
Designación inicial dada por la USAF.
GAM-67
Designación final dada por la USAF.

## Operadores
Estados Unidos
- Fuerza Aérea de los Estados Unidos

## Aeronaves relacionadas

### Secuencias de designación
- Secuencia B-_ (Bombarderos del USAAC/USAAF/USAF, 1926-1962): ← B-64 - B-65 - B-66 - B-67 - B-68 - RB-69 - B-70 →
- Secuencia M-_ (Cohetes y misiles de la USAF, 1955-1962): ← GAM-63 - SM-64 - SM-65 - GAM-67 - SM-68 - IM-69 - IM-70 →